# Alma (álbum de Carminho)
Alma é o segundo álbum de estúdio da cantora e compositora portuguesa Carminho. Foi lançado em 2 de março de 2012 pela EMI Music Portugal. É considerado um dos discos mais importante da história recente do fado em Portugal.
Foi um dos álbuns mais vendidos em Portugal em 2012, esteve 120 semanas na tabela dos mais vendidos em Portugal e alcançou a dupla platina. O disco valeu à artista um Globo de Ouro na categoria Melhor Intérprete Individual, no ano seguinte, e fez com que se tornasse a primeira mulher agraciada com o Prémio Carlos Paredes.

## Lista de faixas
| N.º            | Título                                  | Compositor(es)                     | Duração |  |
| 1.             | "Lágrimas do Céu" (Fado Cravo)          | Carlos Conde                       | 3:43    |  |
| 2.             | "Malva-Rosa"                            | João Linhares Barbosa, José Inácio | 2:03    |  |
| 3.             | "As Pedras da Minha Rua"                | Eduardo Damas                      | 3:47    |  |
| 4.             | "Bom Dia, Amor (Carta de Maria José)"   | Diogo Clemente                     | 3:40    |  |
| 5.             | "Folha" (Fado Proença)                  | Carminho                           | 3:03    |  |
| 6.             | "Meu Namorado"                          | Francisco de Hollanda              | 3:19    |  |
| 7.             | "Fado das Queixas"                      | Joaquim Frederico de Brito         | 2:06    |  |
| 8.             | "Fado Adeus"                            | Vitorino Vieira                    | 3:51    |  |
| 9.             | "Cabeça de Vento" (Bolero do Machado)   | Barbosa                            | 3:22    |  |
| 10.            | "Impressão Digital" (Fado Helena)       | António Gedeão                     | 2:34    |  |
| 11.            | "Talvez"                                | Vasco Graça Moura                  | 2:55    |  |
| 12.            | "À Beira do Cais"                       | António José                       | 2:41    |  |
| 13.            | "Ruas"                                  | Clemente                           | 3:55    |  |
| 14.            | "Saudades do Brasil em Portugal"        | Marcus Moraes                      | 3:37    |  |
| 15.            | "Disse-te Adeus" (Marcha do Raul Pinho) | Manuela de Freitas                 | 3:54    |  |
| Duração total: | Duração total:                          | Duração total:                     | 48:30   |  |

| Faixas bônus |                                                       |                                   |         |  |
| N.º          | Título                                                | Compositor(es)                    | Duração |  |
| 16.          | "Cais" (participação de Milton Nascimento)            | Milton Nascimento, Ronaldo Bastos | 3:59    |  |
| 17.          | "Contrato de Separação" (participação de Nana Caymmi) | José de Morais, Anastácia         | 3:40    |  |
| 18.          | "Carolina" (participação de Chico Buarque)            | Hollanda                          | 4:36    |  |

| Edição especial (CD+DVD) |                               |                |         |  |
| N.º                      | Título                        | Compositor(es) | Duração |  |
| 16.                      | "Poema Original" (Fado Carmo) | Diogo Clemente |         |  |
| 17.                      | "Praia Nua" (Fado Lenitivo)   | António Cálem  |         |  |

## Paradas
| Paradas (2012)                | Melhor posição |
| ----------------------------- | -------------- |
| Parada de álbuns da Espanha   | 21             |
| Parada de álbuns da Finlândia | 27             |
| Parada de álbuns de Portugal  | 1              |
| Parada de álbuns de Suécia    | 32             |

## Ligações Externas
- Alma no Discogs